# Stazione di Nishi-Maizuru
La stazione di Nishi-Maizuru (西舞鶴駅?, Nishi-Maizuru-eki) è una delle due principali stazioni della città di Maizuru, nella prefettura di Kyoto in Giappone, e offre l'interscambio fra la linea Maizuru della JR West e la linea KTR Miyazu delle Ferrovie del Kita-Tango (KTR).

## Linee e Servizi ferroviari
West Japan Railway Company
■ Linea Maizuru
 Ferrovie Kitakinki-Tango
● Linea Miyazu

## Struttura

### Stazione JR West
La stazione è dotata di un marciapiede a isola e uno laterale con tre binari passanti in superficie.
| 2-3-4 | ■ Linea Maizuru | per Higashi-Maizuru e Tsuruga  |
| 2-3-4 | ■ Linea Maizuru | per Ayabe, Fukuchiyama e Kyoto |

### Stazione Ferrovia Kitakinki-Tango
La linea Miyazu dispone di un unico binario, essendo il capolinea della linea.
| 1 | ● Linea Miyazu | per Miyazu, Tango-Ōmiya e Toyooka |

## Stazioni adiacenti
| «                | Servizio      | »               |
| Linea Maizuru    | Linea Maizuru | Linea Maizuru   |
| ---------------- | ------------- | --------------- |
| Magura           | Locale        | Higashi-Maizuru |
| Umezako          | Rapido        | Higashi-Maizuru |
| Linea KTR Miyazu |               |                 |
| Capolinea        | Locale        | Shisho          |